# Osman Arpacıoğlu
Osman Arpacıoğlu (Ankara, 1947. január 5. – İzmir, 2021. december 5.) válogatott török labdarúgó, csatár. Az 1972–73-as török bajnokság gólkirálya.

## Pályafutása

### Klubcsapatban
1965-ben a Hacettepespor korosztályos csapatában kezdte a labdarúgást. 1966 és 1971 között a Mersin İdman Yurdu, 1971 és 1977 között a Fenerbahçe, 1977 és 1979 között a Balıkesirspor labdarúgója volt. A Fenerbahçe csapatával két török bajnoki címet és egy kupagyőzelmet ért el. Az 1972–73-as idényben a török élvonal gólkirálya lett 16 góllal.

### A válogatottban
1968 és 1974 között 13 alkalommal szerepelt a török válogatottban és három gólt szerzett.

## Sikerei, díjai
Fenerbahçe
- Török bajnokság
  - bajnok (2): 1973–74, 1974–75
  - gólkirály: 1972–73 (16 gól)
- Török kupa
  - győztes: 1974